# Gambusia quadruncus
Gambusia quadruncus, conocida como pez mosquito de los llanos, es una especie de pez óseo del género Gambusia, en la familia Poeciliidae, que habita en el centro-este de México. A veces coexiste con al menos tres especies similares, y se diferencia de su pariente más cercana, Gambusia affinis, en varias características derivadas del aislamiento reproductivo.
«El análisis combinado de datos de secuencias genéticas mitocondriales y nucleares indica una monofilia recíproca entre la especie y su especie hermana, Gambusia affinis , con niveles de divergencia genética que sugieren que ambas especies divergieron hace más de un millón de años. El origen de Gambusia quadruncus podría reflejar un evento asociado con la orogénesis del Plioceno en el Arco de Tamaulipas y una sección frontal de la Sierra Madre Oriental (Mesas de Llerán)». 
G. quadruncus habita una variedad de hábitats de agua dulce a lo largo de los drenajes de los siguientes cuerpos de agua: río Guayalejo-Tamesí, río Pánuco, laguna de Tamiahua, río Tigre, río Carrizal y río Soto La Marina. Su distribución se extiende por lo menos 350 km de norte a sur cubriendo más de 25.000 km².

## Etimología
El nombre específico proviene del latín quad (=cuatro) y uncus (=gancho), en referencia a los cuatro elementos en forma de gancho en la punta distal del gonopodio.